# شهرستان سنگونگ
شهرستان سنگونگ (به لاتین: Cengong County) یک منطقهٔ مسکونی در چین است که در کیاندونگنان واقع شده‌است.